# 宗室奕汦
宗室奕汦（1789年11月22日—1845年1月15日），嘉慶二十一年丙子科繙譯鄉試中式舉人，嘉慶二十四年己卯恩科繙譯會試中式進士。三年四月授主事，十四年正月授禮部員外郎。